# Оллолаї
Оллолаї (італ. Ollolai, сард. Ollolai, вен. Ołolai) — муніципалітет в Італії, у регіоні Сардинія,  провінція Нуоро.
Оллолаї розташоване на відстані близько 340 км на південний захід від Рима, 110 км на північ від Кальярі, 21 км на південний захід від Нуоро.
Населення — 1329 осіб (2014).

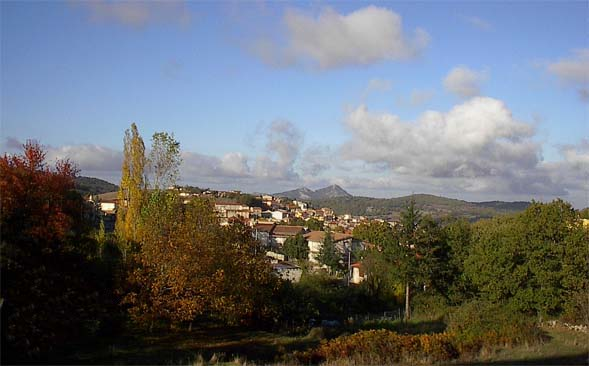

Щорічний фестиваль відбувається 29 вересня. Покровитель — святий Архангел Михаїл.

## Демографія
Населення за роками:

Станом на 1 січня 2023 року в муніципалітеті офіційно проживало 8 іноземців з 4 країн, серед них 4 громадяни країн Євросоюзу та 2 громадяни України.

## Сусідні муніципалітети
- Гавої
- Мамояда
- Ольцаї
- Оводда
- Саруле
- Теті